# The People's Story Museum
The People's Story Museum er et museum, der er indrettet i Canongate Tolbooth, der udstiller arbejderklassens historie i Edinburgh fra slutningen af 1700-tallet til i dag. Dette gøres via mundtlig historie og skrevne kilder.